# Druga Liga 1959-1960
La Druga savezna liga FNRJ 1959-1960, conosciuta semplicemente come Druga liga 1959-1960, fu la 14ª edizione della seconda divisione del campionato jugoslavo di calcio. 
Il format era basato su due gironi Ovest ed Est (Zapad e Istok). Nel girone occidentale erano inserite le squadre provenienti da Slovenia, Croazia e Bosnia Erzegovina, mentre in quello orientale quelle da Serbia, Montenegro e Macedonia.

## Provenienza
| Slovenia | Croazia | Bosnia Erzegovina                               | Serbia                                                                      | Serbia                                                                 | Serbia    | Montenegro | Macedonia         |
| Slovenia | Croazia | Bosnia Erzegovina                               | Voivodina                                                                   | Serbia Centrale                                                        | Kosovo    | Montenegro | Macedonia         |
| -------- | --- | ----------------------------------------------- | --------------------------------------------------------------------------- | ---------------------------------------------------------------------- | --------- | ---------- | ----------------- |
| - Odred  | - Elektrostroj Zagabria - Lokomotiva Zagabria - Proleter Osijek - Sebenico - RNK Spalato - Trešnjevka - Varteks Varaždin - NK Zagabria | - Borac Banja Luka - Igman Ilidža - Željezničar | - Novi Sad - Proleter Zrenjanin - Radnički Sombor - Spartak Subotica - Srem | - Mačva Šabac - Napredak Kruševac - Radnički Kragujevac - Radnički Niš | - nessuna | - Sutjeska | - Pobeda - Vardar |

## Girone Ovest

### Profili
| Squadra               | Città      | Stadio               | Stagione 1958-59 | Stagione 1958-59                 |
| Squadra               | Città      | Stadio               | Pos.             | Divisione                        |
| --------------------- | ---------- | -------------------- | ---------------- | -------------------------------- |
| Željezničar           | Sarajevo   | Stadion Grbavica     | 11º              | Prva liga                        |
| Lokomotiva Zagabria   | Zagabria   | Stadio Maksimir      | 2º               | Druga liga Ovest                 |
| RNK Split             | Spalato    | Park skojevaca       | 3º               | Druga liga Ovest                 |
| Elektrostroj Zagabria | Zagabria   | ?                    | 4º               | Druga liga Ovest                 |
| Borac Banja Luka      | Banja Luka | Gradski stadion      | 5º               | Druga liga Ovest                 |
| Trešnjevka            | Zagabria   | Igralište Graba      | 6º               | Druga liga Ovest                 |
| NK Zagreb             | Zagabria   | Stadion Zagreba      | 7º               | Druga liga Ovest                 |
| Šibenik               | Sebenico   | Stadion Šubićevac    | 8º               | Druga liga Ovest                 |
| Proleter Osijek       | Osijek     | Igralište Kraj Drave | 9º               | Druga liga Ovest                 |
| Odred                 | Lubiana    | Stadion Bežigrad     | 10º              | Druga liga Ovest                 |
| Varteks Varaždin      | Varaždin   | Stadion Varteks      | 1º               | III zona Varaždinsko-Bjelovarska |
| Igman Ilidža          | Ilidža     | Stadion FK Igman     | 1º               | III zonska liga BiH              |

### Classifica
|  | Pos. | Squadra               | Pt | G  | V  | N | P  | GF | GS | QR    |
|  | ---- | --------------------- | -- | -- | -- | - | -- | -- | -- | ----- |
|  | 1.   | RNK Spalato           | 34 | 22 | 16 | 2 | 4  | 60 | 24 | 2,500 |
|  | 2.   | Trešnjevka            | 29 | 22 | 13 | 3 | 6  | 43 | 29 | 1,482 |
|  | 3.   | Borac Banja Luka      | 28 | 22 | 13 | 2 | 7  | 55 | 34 | 1,617 |
|  | 4.   | Željezničar           | 25 | 22 | 11 | 3 | 8  | 32 | 29 | 1,103 |
|  | 5.   | Sebenico              | 24 | 22 | 11 | 2 | 9  | 44 | 35 | 1,257 |
|  | 6.   | Proleter Osijek       | 22 | 22 | 9  | 4 | 9  | 39 | 40 | 0,975 |
|  | 7.   | Varteks Varaždin      | 21 | 22 | 8  | 5 | 9  | 30 | 41 | 0,731 |
|  | 8.   | Lokomotiva Zagabria   | 20 | 22 | 8  | 4 | 10 | 37 | 37 | 1,000 |
|  | 9.   | NK Zagabria           | 19 | 22 | 8  | 3 | 11 | 46 | 54 | 0,851 |
|  | 10.  | Odred                 | 17 | 22 | 8  | 1 | 13 | 26 | 44 | 0,590 |
|  | 11.  | Igman Ilidža          | 14 | 22 | 6  | 2 | 14 | 32 | 46 | 0,695 |
|  | 12.  | Elektrostroj Zagabria | 11 | 22 | 4  | 3 | 15 | 22 | 53 | 0,415 |

Legenda:

      Promossa in Prva Liga 1960-1961.

  Partecipa agli spareggi promozione/retrocessione.

      Retrocessa in terza divisione jugoslava 1960-1961.

      Esclusa dal campionato.
Note:

Due punti a vittoria, uno a pareggio, zero a sconfitta.
In caso di arrivo di due o più squadre a pari punti, la graduatoria viene stilata secondo il quoziente reti tra le squadre interessate.

### Classifica marcatori
| Reti | Marcatore    | Squadra          |
| ---- | ------------ | ---------------- |
| 23   | Gulin Ante   | RNK Spalato      |
| 20   | Knez         | Borac Banja Luka |
| 14   | S.Krstulović | RNK Spalato      |
| 14   | Rudić        | Proleter Osijek  |
| 13   | Ninčević     | Sebenico         |
| 12   | Oblak        | Odred Lubiana    |

## Girone Est

### Profili
| Squadra             | Città             | Stadio                   | Stagione 1958-59 | Stagione 1958-59 |
| Squadra             | Città             | Stadio                   | Pos.             | Divisione        |
| ------------------- | ----------------- | ------------------------ | ---------------- | ---------------- |
| Vardar              | Skopje            | Gradski stadion          | 12º              | Prva liga        |
| Spartak Subotica    | Subotica          | Gradski stadion Subotica | 2º               | Druga liga Est   |
| Radnički Sombor     | Sombor            | Gradski stadion          | 3º               | Druga liga Est   |
| Novi Sad            | Novi Sad          | Stadion Detelinara       | 4º               | Druga liga Est   |
| Napredak Kruševac   | Kruševac          | Stadion Napretka         | 5º               | Druga liga Est   |
| Srem                | Sremska Mitrovica | Stadion Promenada        | 6º               | Druga liga Est   |
| Radnički Kragujevac | Kragujevac        | Stadion Čika Dača        | 7º               | Druga liga Est   |
| Proleter Zrenjanin  | Zrenjanin         | Karađorđev Park Stadion  | 8º               | Druga liga Est   |
| Radnički Niš        | Niš               | Stadion Čair             | 9º               | Druga liga Est   |
| Sutjeska            | Nikšić            | Stadion kraj Bistrice    | 10º              | Druga liga Est   |
| Mačva Šabac         | Šabac             | Gradski stadion          | ?                | ?                |
| Pobeda              | Prilep            | Stadion Goce Delčev      | 1º               | Makedonska liga  |

### Classifica
|  | Pos. | Squadra             | Pt | G  | V  | N | P  | GF | GS | QR    |
|  | ---- | ------------------- | -- | -- | -- | - | -- | -- | -- | ----- |
|  | 1.   | Vardar              | 29 | 22 | 13 | 3 | 6  | 49 | 29 | 1,689 |
|  | 2.   | Novi Sad            | 28 | 22 | 13 | 2 | 7  | 59 | 36 | 1,638 |
|  | 3.   | Sutjeska            | 26 | 22 | 12 | 2 | 8  | 32 | 46 | 0,695 |
|  | 4.   | Pobeda              | 24 | 22 | 9  | 6 | 7  | 47 | 41 | 1,146 |
|  | 5.   | Spartak Subotica    | 23 | 22 | 9  | 5 | 8  | 48 | 31 | 1,548 |
|  | 6.   | Mačva Šabac         | 23 | 22 | 8  | 7 | 7  | 32 | 25 | 1,280 |
|  | 7.   | Radnički Sombor     | 22 | 22 | 10 | 2 | 10 | 44 | 42 | 1,047 |
|  | 8.   | Srem                | 21 | 22 | 9  | 3 | 10 | 44 | 43 | 1,023 |
|  | 9.   | Radnički Niš        | 20 | 22 | 7  | 6 | 9  | 43 | 46 | 0,934 |
|  | 10.  | Radnički Kragujevac | 20 | 22 | 7  | 6 | 9  | 33 | 45 | 0,733 |
|  | 11.  | Proleter Zrenjanin  | 18 | 22 | 7  | 4 | 11 | 26 | 37 | 0,702 |
|  | 12.  | Napredak Kruševac   | 10 | 22 | 2  | 6 | 14 | 29 | 65 | 0,446 |

Legenda:

      Promossa in Prva Liga 1960-1961.

  Partecipa agli spareggi promozione/retrocessione.

      Retrocessa in terza divisione jugoslava 1960-1961.

      Esclusa dal campionato.
Note:

Due punti a vittoria, uno a pareggio, zero a sconfitta.
In caso di arrivo di due o più squadre a pari punti, la graduatoria viene stilata secondo il quoziente reti tra le squadre interessate.

### Classifica marcatori
| Reti | Marcatore       | Squadra          |
| ---- | --------------- | ---------------- |
| 22   | Jakimovski Tome | Pobeda           |
| 19   | Pozder          | Radnički Sombor  |
| 17   | D.Klipa         | Novi Sad         |
| 13   | Abadžić         | Spartak Subitica |
| 13   | Damjanović      | Srem             |
| 12   | Dončevski       | Vardar           |
| 12   | Krgin           | Novi Sad         |
| 12   | Balov           | Radnički Niš     |

## Qualificazioni per la Druga liga 1960-61
Le vincitrici dei gironi della terza divisione 1959-60 vengono divise in quattro gruppi per conquistare i quattro posti per la Druga Liga 1960-1961.
Primo gruppo Ovest
- Branik Maribor (1º in Slovenska liga)
- Metalac Zagreb (1º in Zagrebačka zona)
- Karlovac (1º in Zona Karlovac−Sisak)
- Sloboda Varaždin (1º in Zona Varaždin−Bjelovar)
- Uljanik Pula (1º in Zona Rijeka−Pula)

Secondo gruppo Ovest
- Dalmatinac Split (1º in Dalmatinska zona)
- Borovo (1º in Slavonska zona)
- Čelik Zenica (1º in I zona BiH)
- Jedinstvo Brčko (1º in II zona BiH)
- Borac Čapljina (1º in III zona BiH)

Primo gruppo Est
- Dinamo Pančevo (1º in Vojvođanska liga)
- Bačka B. Palanka (2º in Vojvođanska liga)
- Bratstvo-jedinstvo Bečej (3º in Vojvođanska liga)
- Metalac Valjevo (1º in Posavsko–podunavska zona)
- Metalac Beograd (1º in Zonska liga Beograd)

Secondo gruppo Est
- Sloga Kraljevo (1º in Kragujevačka zona)
- Dubočica Leskovac (1º in Niška Zona)
- Rudar K. Mitrovica (1º in Zonska liga AKMO)
- Pelister Bitolj (1º in Makedonska liga)
- Lovćen Cetinje (1º in Crnogorska liga)

### Ovest
```
PRIMO GRUPPO

Turno preliminare
:
Karlovac−Uljanik Pula            2−3 3−0

Semifinali
:
Karlovac−Metalac Zagreb          1−0 4−0
Branik Maribor−Sloboda Varaždin  8−0 2−1

Finale
:

Karlovac
−Branik Maribor          2−0 3−0
[
6
]
```

```
SECONDO GRUPPO

Turno preliminare
:
Čelik Zenica−Jedinstvo Brčko     4−2 2−0

Semifinali
:
Čelik Zenica−Borac Čapljina      4−0 1−0
Borovo−Dalmatinac Split          3−0 3−4

Finale
:

Čelik Zenica
−Borovo              2−1 0−0
```

### Est
```
PRIMO GRUPPO

Turno preliminare
:
Dinamo Pančevo−Metalac Valjevo   3−1 0−1

Semifinali
:
Dinamo Pančevo–Metalac Beograd   3−1 0−1
Bratstvo J. Bečej–Bačka Palanka  0−2 2−3

Finale
:
Dinamo Pančevo–
Bačka Palanka
     1−3 1−3
[
7
]
```

```
SECONDO GRUPPO

Turno preliminare
:
Sloga Kraljevo–Dubočica Leskovac 2–0 0–4

Semifinali
:
Dubočica Leskovac–Rudar K.M.     4–2 ???
Pelister Bitolj–Lovćen Cetinje   3–3 0–2

Finale
:

Rudar K.M.
–Lovćen Cetinje        6–0 1–2
```

Promosse: Karlovac e Čelik Zenica nel girone Ovest, Bačka B. Palanka e Rudar Kosovska Mitrovica nel girone Est.